# Доливо-Добровольский-Евдокимов, Виктор Викторович
Граф Виктор Викторович Доливо-Добровольский-Евдокимов (2 июля 1861 — 1932, Ленинград, СССР) — русский военный деятель, генерал от артиллерии (1917).

## Биография
Родился в семье генерал-майора и с 1862 года графа Виктора Яковлевича Доливо-Добровольского (1825—1869), который был женат на племяннице генерал-адъютанта графа Н. И. Евдокимова; 16 июня 1862 года по именному высочайшему указу, данному Правительствующему сенату, ему разрешено было именоваться с женою и потомством графами Доливо-Добровольскими-Евдокимовыми.
В службу вступил в  1880 году, в 1882 году после окончании Пажеского Его Императорского Величества корпуса произведён в подпоручики и выпущен в 3-ю гвардейскую гренадерскую артиллерийскую бригаду. В 1885 году произведён в подпоручики гвардии, в 1889 году в поручики гвардии, в 1895 году в штабс-капитаны гвардии, в 1897 году в капитаны гвардии.
В 1902 году после окончания Офицерской артиллерийской школы произведён в полковники с назначением командиром 9-й батареи Лейб-гвардии 3-й артиллерийской бригады. С 1907 года командир 1-го дивизиона Лейб-гвардии 2-й артиллерийской бригады. С 1907 года командир 2-го дивизиона Лейб-гвардии 3-й артиллерийской бригады.
В 1908 году «за отличие по службе» произведён в генерал-майоры с назначением командиром 30-й артиллерийской бригады.  С 1910 года командир Лейб-гвардии 3-й артиллерийской бригады. С 1913 года инспектор артиллерии 3-го армейского корпуса. В 1914 году произведён в генерал-лейтенанты.
С 1914 года участник Первой мировой войны. С 1916 года инспектор артиллерии 12-й армии. За храбрость в войне был награждён орденами Святого Станислава I степени с мечами, Святой Анны I степени с мечами и Святого Владимира II степени с мечами.
В 1917 году произведён в генералы от артиллерии с увольнением в отставку по болезни. После революции остался в Санкт-Петербурге, жил в нищете, но от всех форм сотрудничества с красными отказался.